# 帝国単位

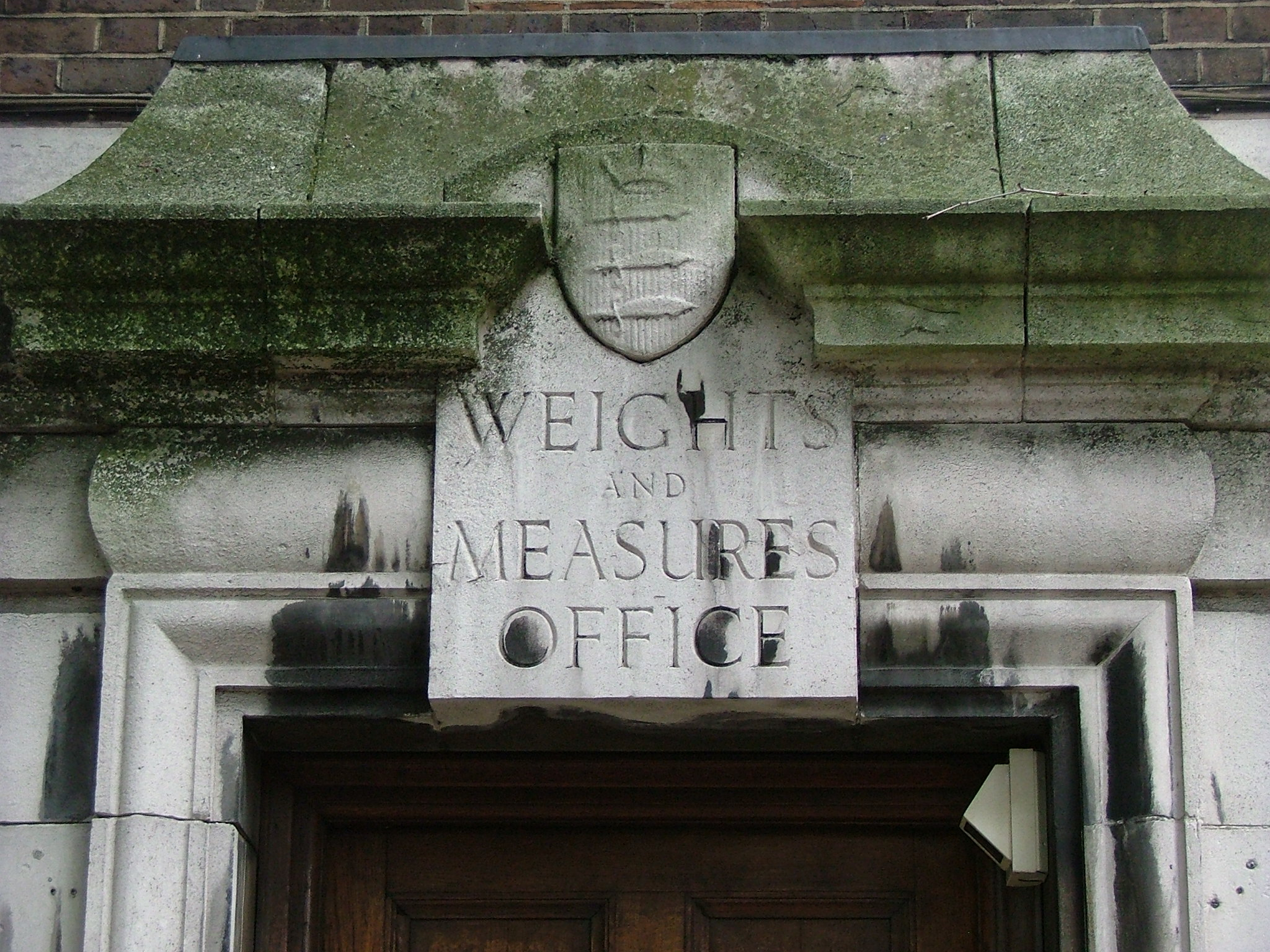
旧度量衡局（ロンドン・セブンシスターズ）

帝国単位（ていこくたんい、imperial units, imperial system, British Imperial）とは、1824年にイギリスの度量衡法によって初めて定められ、それ以降イギリスおよび旧イギリス帝国（イギリス連邦諸国）で使用されている、または使用されていた単位系である。日本においてヤード・ポンド法と呼ばれているものの一種である。
この単位系は、イギリス帝国全域で公式に使用された。20世紀後半までには、旧イギリス帝国のほとんどの国はメートル法に正式に移行（メートル法化）した。しかし、イギリス、カナダなどいくつかの国で、いまだに帝国単位が使用されている。
帝国単位は、それ以前のイギリス単位から発展したものである。そして、米国慣用単位もイギリス単位から分かれたものである。

## 施行
当初、「1824年の度量衡法」が1825年5月1日に実施される予定だった。しかし、「1825年の度量衡法」により施行期日が1826年1月1日まで先送りになった。1824年法では、慣用的に使われていて明らかに帝国単位との対応の取れているそれ以前の単位についても使用を許容していた。

### 薬衡

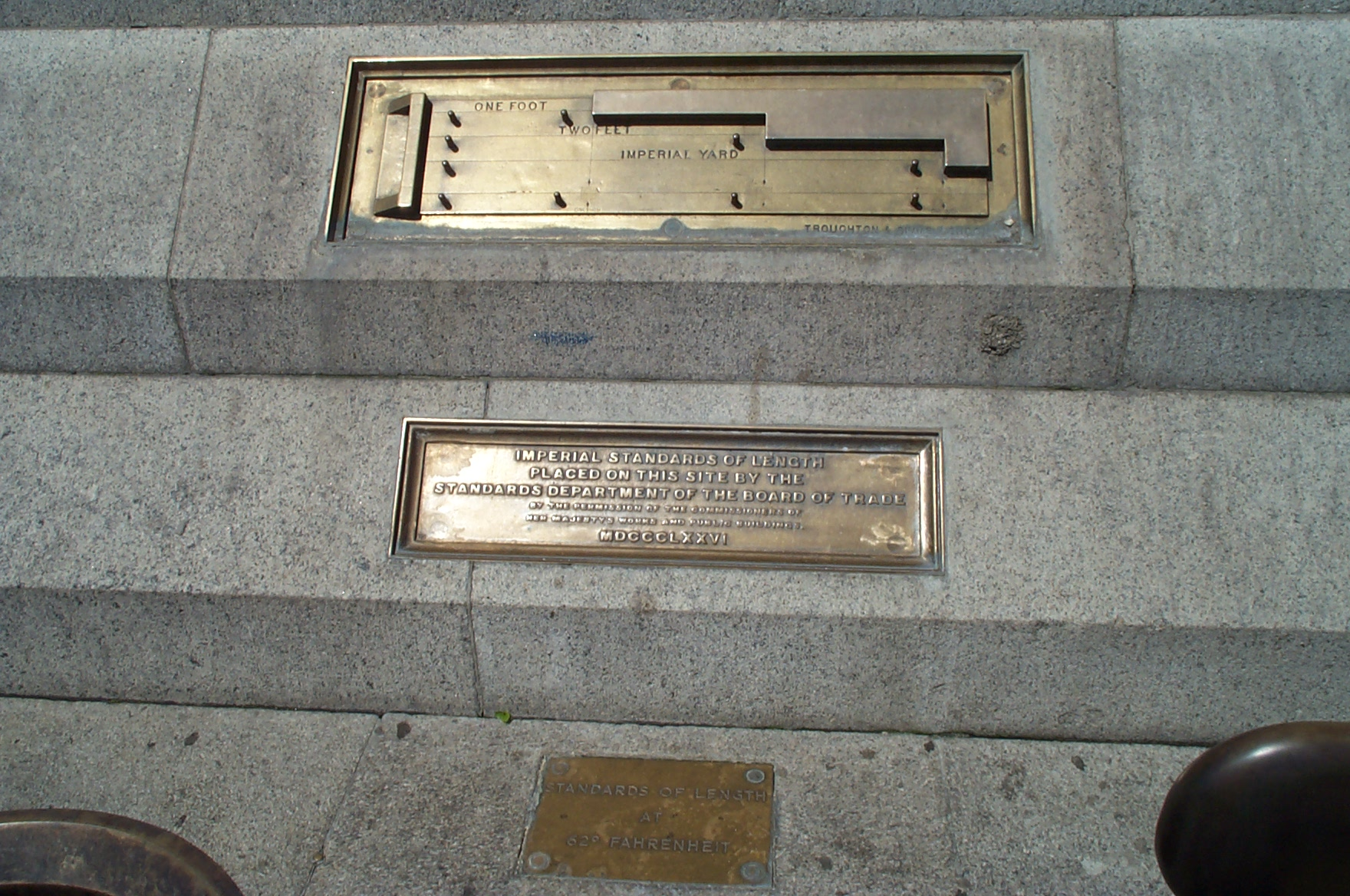
1876年の長さの標準器（ロンドン・トラファルガー広場）

薬衡については、1824年法でも1825年法でも言及されていない。その当時、薬衡は、イングランド、ウェールズ、ベリック・アポン・ツイードについてはロンドン医師会によって、アイルランドについてはダブリン医師会によって管理されていた。スコットランドでは、薬衡は、エディンバラ医師会によって非公式に管理されていた。3つの医師会は時々薬局方を発行しており、ロンドンとダブリンの薬局方は法的拘束力があった。
帝国薬衡は、帝国単位の20液量オンスのパイントに基づくもので、1836年のロンドン薬局方、1839年のエディンバラ薬局方、1850年のダブリン薬局方 によって導入された。1858年の医療法により、公式の薬局方を発行し、薬衡を管理する権利は国王に移管された。

## 単位

### 長さ
この節におけるメートル換算値は、最新の公式定義によるものであり、概略値ではなく正確な値である。国際ヤード導入以前の帝国単位のヤードは、約0.914398416メートルであった。
| 単位                    | 上の単位との関係 | フィート | メートル法 | 備考 |
| ----------------------- | ---------------- | -------- | ---------- | --- |
| サウ thou (th)          |                  | 1⁄12000  | 25.4 µm    | |
| インチ inch (in)        | 1000サウ         | 1⁄12     | 25.4 mm    | |
| フィート foot/feet (ft) | 12インチ         | 1        | 0.3048 m   | |
| ヤード yard (yd)        | 3フィート        | 3        | 0.9144 m   | 1959年の国際ヤード・ポンドの合意により正確に0.9144メートルと定義された。                                        |
| チェーン chain (ch)     | 22ヤード         | 66       | 20.1168 m  | 100リンク、4ロッド、1⁄10ハロンに等しい。 クリケットにおける2つのウィケットの間の距離はちょうど1チェーンである。 |
| ハロン furlong (fur)    | 10チェーン       | 660      | 201.168 m  | 220ヤードに等しい。                                                                                             |
| マイル mile (mi)        | 8ハロン          | 5280     | 1609.344 m | 1760ヤード、80チェーンに等しい。                                                                                |
| リーグ league (lea)     | 3マイル          | 15840    | 4828.032 m | 帝国単位には、これ以上長い単位は存在しない。                                                                    |

| 単位                  | 上の単位との関係 | フィート | メートル法 | 備考 |
| --------------------- | ---------------- | -------- | ---------- | --- |
| ファゾム fathom (ftm) | 2.0266ヤード     | 6.08     | 1.8288 m   | 6.08フィートという中途半端な値は、国際海里が採択される以前の海里の1⁄1000として定義されたためである。イギリスの海軍本部は、実際には6フィートを1ファゾムとして使用した。 |
| ケーブル cable        | 100ファゾム      | 608      | 185.3184 m | 海里の10分の1。 |
| 海里 nautical mile    | 10ケーブル       | 6080     | 1853.184 m | 海上の距離の計測に使用される。1970年に国際的に1海里が1852メートルと定義されるまで、イギリスの海里は6080フィートと定義されていた。                                      |

| 単位        | 上の単位との関係 | フィート | メートル法 | 備考                                                            |
| ----------- | ---------------- | -------- | ---------- | --------------------------------------------------------------- |
| リンク link | 7.92インチ       | 66⁄100   | 201.168 mm | 1⁄100チェーン、1⁄1000ハロンに等しい。                           |
| ロッド rod  | 25リンク         | 66⁄4     | 5.0292 m   | ポール(pole)やパーチ(perch)とも呼ばれる。 5+1⁄2ヤードに等しい。 |

### 面積
| 単位                                                      | 長さの単位との関係 | 平方フィート | 平方ロッド | 平方マイル | 平方メートル | 備考 |
| --------------------------------------------------------- | ------------------ | ------------ | ---------- | ---------- | ------------ | --- |
| パーチ perch                                              | 1ロッド×1ロッド    | 272.25       | 1          | 1⁄102400   | 25.29285264  | 本来は「平方ロッド」と呼ぶべきであるが、何世紀もの間、この単位は「ポール」「パーチ」（もしくは「平方ポール」「平方パーチ」）と呼ばれてきた。 |
| ルード rood                                               | 1ハロン×1ロッド    | 10890        | 40         | 1⁄2560     | 1011.7141056 | 1210平方ヤードに等しい。 |
| エーカー acre                                             | 1ハロン× 1チェーン | 43560        | 160        | 1⁄640      | 4046.8564224 | 4840平方ヤードに等しい。 |
| 注意:平方メートルへの換算は概算値ではなく正確な値である。 |                    |              |            |            |              | |

### 体積
1824年、イギリス帝国で使用中の様々な異なるガロンは廃止され、英ガロンに切り替えられた。英ガロンはエール・ガロンを元に定められたもので、当初は「気圧30水銀柱インチ (inHg)、温度62華氏度 (°F) の大気中において黄銅製分銅で測った10ポンドの蒸留水の体積」と定義された。1963年には、より厳密に「密度0.001 217 g/mLの空気中で密度8.136 g/mLの分銅で測った蒸留水10ポンドが占める体積」と再定義された。この定義による1ガロンは約4.546 0903リットル（約277.419 4511立方インチ）となる。
| 単位                           | 英オンス | 英パイント | ミリリットル | 立方インチ | 米オンス | 米パイント |
| ------------------------------ | -------- | ---------- | ------------ | ---------- | -------- | ---------- |
| 液量オンス fluid ounce (fl oz) | 1        | 1⁄20       | 28.4130625   | 1.7339     | 0.96076  | 0.060047   |
| ジル gill (gi)                 | 5        | 1⁄4        | 142.0653125  | 8.6694     | 4.8038   | 0.30024    |
| パイント pint (pt)             | 20       | 1          | 568.26125    | 34.677     | 19.215   | 1.2009     |
| クォート quart (qt)            | 40       | 2          | 1136.5225    | 69.355     | 38.430   | 2.4019     |
| ガロン gallon (gal)            | 160      | 8          | 4546.09      | 277.42     | 153.72   | 9.6076     |

注意:ミリリットルへの換算は概算値ではなく正確な値である。立方インチ・米オンス・米パイントへの換算は有効数字5桁で丸めてある。

#### 薬衡による体積の単位
これらの単位は、1824年に新しい英ガロンが定められたときから使用された。イギリスでは1971年1月1日に公式に廃止された。アメリカ合衆国では、推奨はされていないが、処方箋において時々使用される。
| 単位                                       | 記号と略語              | 上の単位との関係 | 正確なメートル法の値 |
| ------------------------------------------ | ----------------------- | ---------------- | -------------------- |
| ミニム minim                               | ♏, , m, m., min        |                  | 59.1938802083 µL     |
| スクループル fluid scruple                 | fl ℈, fl s              | 20ミニム         | 1.18387760416 mL     |
| ドラム fluid drachm (fluid dram, fluidram) | ʒ, fl ʒ, fʒ, ƒ 3, fl dr | 3スクループル    | 3.5516328125 mL      |
| 液量オンス fluid ounce                     | ℥, fl ℥, f℥, ƒ ℥, fl oz | 8液量オンス      | 28.4130625 mL        |
| パイント pint                              | O, pt                   | 20液量オンス     | 568.26125 mL         |
| ガロン gallon                              | C, gal                  | 8パイント        | 4.54609 L            |

注意:
1. ↑  数値の上の線は循環小数を表す。

### 質量と重量
19・20世紀には、イギリスでは質量と重量には以下の異なる3つの系が使用されていた。
- トロイ衡（金衡）(troy weight) - 貴金属に用いられる。
- 常衡(avoirdupois weight) - ほとんどの目的に用いられる。
- 薬衡(apothecaries' weight) - 全ての科学的な目的でメートル法が使用されるようになってからは、実質的に使われていない。

トロイポンド(373.2417216 g)は、1824年法によって質量の主要な単位となった。しかし、イギリスでは1879年1月1日に使用が廃止され、以降はトロイオンス(31.1034768 g)とその十進の分量だけが使用されている。1855年の度量衡法では常衡が質量の主要単位となった。全ての系において基本となる単位はポンドであり、他の単位はその整数倍または整数分の1と定義される。
| 単位                                     | ポンド | メートル法        | 備考 |
| ---------------------------------------- | ------ | ----------------- | --- |
| グレーン grain (gr)                      | 1⁄7000 | 64.79891 mg       | |
| ドラム drachm (dr)                       | 1⁄256  | 1.7718451953125 g | |
| オンス ounce (oz)                        | 1⁄16   | 28.349523125 g    | |
| ポンド pound (lb)                        | 1      | 453.59237 g       | 国際ヤード・ポンドによる国際的な定義。 |
| ストーン stone (st)                      | 14     | 6.35029318 kg     | 重量（重さ）にはストーンが用いられる。常衡を用いる英語圏の国では、人の体重はストーンとポンドで表される（ただし、アメリカとカナダではポンドのみを用いる）。                                                                                        |
| クォーター quarter (qr, qtr)             | 28     | 12.70058636 kg    | 2ストーン、1⁄4ハンドレッドウェイトに等しい。 「クォーター」という言葉は文脈によっては1⁄4ポンドを表す場合もある。 |
| ハンドレッドウェイト hundredweight (cwt) | 112    | 50.80234544 kg    | 帝国単位のハンドレッドウェイトは8ストーンに等しい。 アメリカとカナダで用いられるショートハンドレッドウェイトは100ポンドと定義されており、これに対して帝国単位の方は「ロングハンドレッドウェイト」という。                                         |
| トン ton (t)                             | 2240   | 1016.0469088 kg   | 帝国単位でもアメリカとカナダ の単位でも、1トンは20ハンドレッドウェイトに等しい。帝国単位のトン（ロングトン、英トン）は、アメリカ・カナダのトン（ショートトン、米トン）より12%大きい。帝国単位のトンはメートル法のトンに非常に近い値になっている。 |

注意:メートル法の単位への換算は概算値ではなく正確な値である。
| 単位               | ポンド      | メートル法                                      | 備考 |
| ------------------ | ----------- | ----------------------------------------------- | --- |
| スラグ slug (slug) | 32.17404856 | 14.59390294 kg                                  | 1スラグは、1重量ポンドの力によって1フィート毎秒毎秒の加速度が生じる質量と定義される。 \| \| F \| = ma （運動の第2法則） \| \| \| 1 lbF \| = 1 slug × 1 ft/s2 （上記のスラグの定義による） \| \| \| 1 lbF \| = 1 lbm × g （重量ポンドの定義による） \| \| \| g \| ≈ 32.17404856 ft/s2 \| \| ∴ \| 1 slug \| ≈ 32.17404856 pounds \| |
|                    | F           | = ma （運動の第2法則）                          | |
|                    | 1 lbF       | = 1 slug × 1 ft/s2 （上記のスラグの定義による） | |
|                    | 1 lbF       | = 1 lbm × g （重量ポンドの定義による）          | |
|                    | g           | ≈ 32.17404856 ft/s2                             | |
| ∴                  | 1 slug      | ≈ 32.17404856 pounds                            | |

## 自然に基づく定義
1824年法は原器を用いてヤードとポンドを定義したが、特定の物理定数の値も定めており、仮に原器が損傷した場合でも標準が再現できるように備えていた。ヤードに関しては、グリニッジの緯度の平均海水面において、真空中で1秒を刻む（周期2秒の）振り子の長さが39.01393インチと定義された。ポンドに関しては、気圧30水銀柱インチ、気温62華氏度における1立方インチの蒸留水の質量が252.458グレーンと定義された。しかし、1834年のイギリス国会議事堂の火災により原器が焼損したとき、これらの定義から原器を再現するのは不可能であると判明した。そこで、新しい原器を作成して第二の標準とすることを定めた新しい度量衡法が1855年に成立した。

## 他の単位系との関係

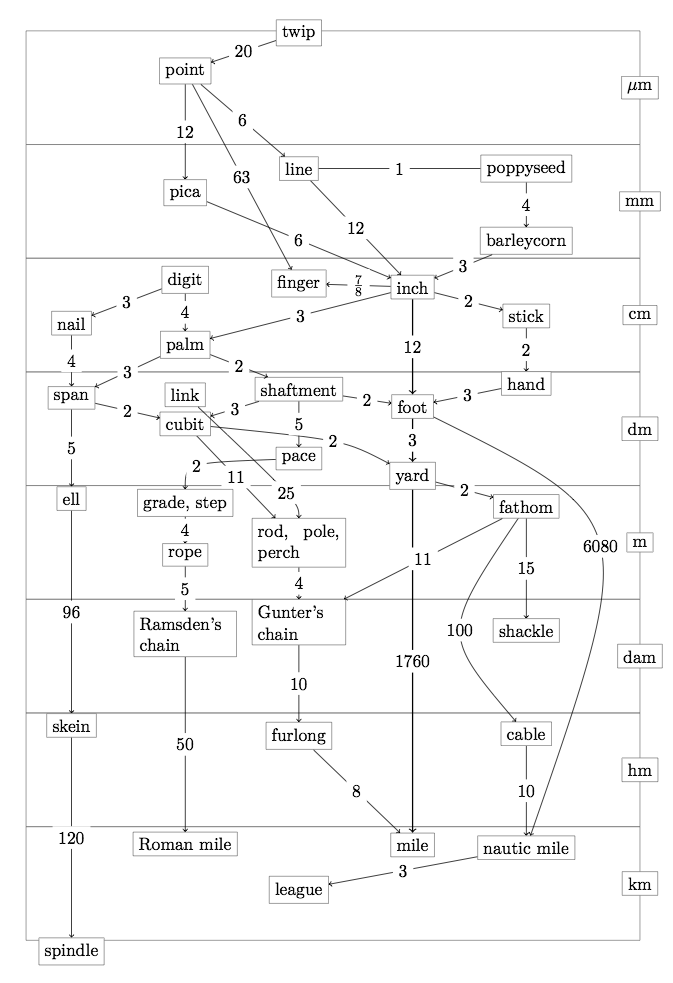
イギリス単位における長さの単位

帝国単位は、イギリス単位から派生した多くの単位系の1つである。ほとんどの単位が複数の単位系で定められるが、若干の補助的な単位がずっと大きい範囲、または異なる目的のために使われた。これらの単位系の区別は、しばしば正確に示されない。
そのような区別の一つが、より古いイギリス単位とより新しい追加された単位の間の区別である。「帝国(imperial)」という語は、1824年の度量衡法以前に廃止された単位や、使用されなくなっていた単位、また、イギリス帝国時代以降に発明された単位（スラグ、パウンダルなど）には、本来は使用できない。
米国慣用単位は、歴史的にはイギリスの植民地時代に使われていたイギリス単位に由来する。1824年にはアメリカ合衆国は既に独立していたので、帝国単位導入の影響は受けなかった。

## 現在の帝国単位の利用

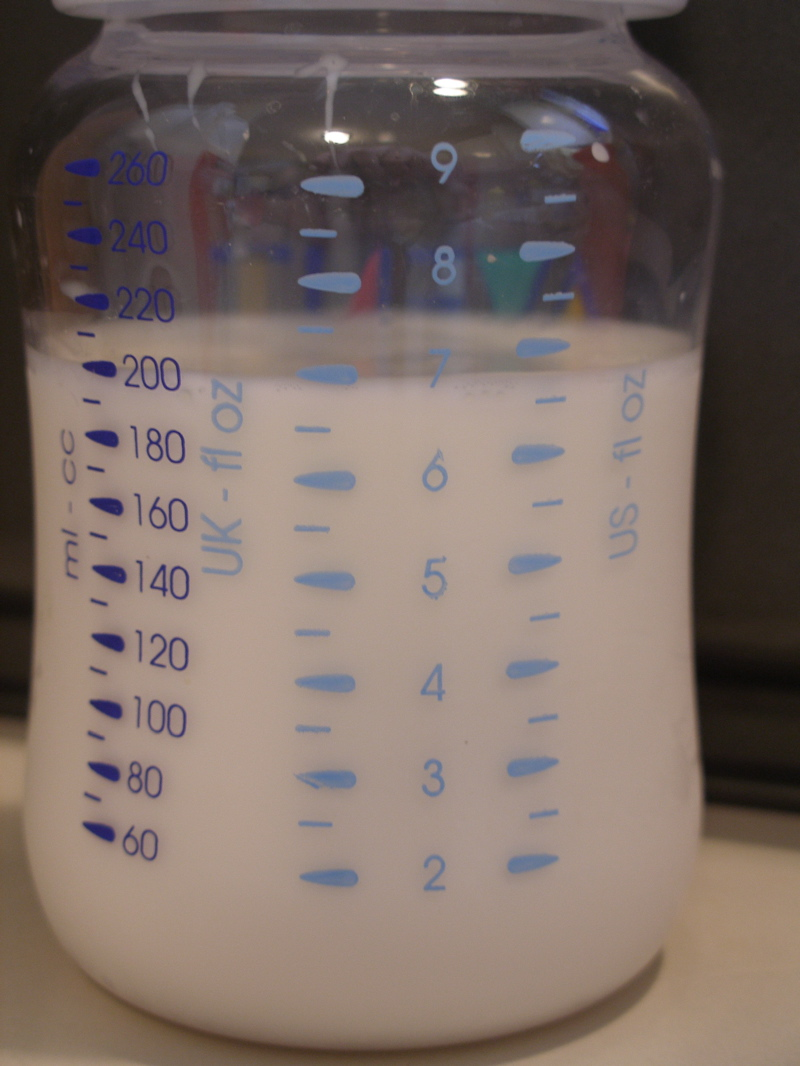
メートル法・英帝国単位・米国慣用単位の3つの目盛りが書かれた哺乳瓶

### イギリス
イギリスの法律は、現在はメートル法に基づいて各種の帝国単位を定義している。イギリスにおいて、メートル法はほとんどの目的のために公式に使用することとなっている。しかし、市民の間では広範囲に帝国単位が使用されている。すべてのイギリスの道では、大通りでの積載量（トン）を除いて主に帝国単位が使用される。
取引や小売で使われる全ての計量機器についてメートル法による量で表示することが、1995年の計量単位規則(The Units of Measurement Regulations 1995)で義務付けられている。これは、「メートル法殉教者」(Metric Martyrs)と呼ばれる帝国単位でしか取引しないと言って譲らない業者の利益団体に対する判決で確定した。若干の報道によって与えられる印象とは違い、これらの規則は、メートル法の単位と帝国単位を一緒に使うことは妨げない。イギリスのほとんど全ての業者は帝国単位を表示してほしいという顧客からの要請を受け入れ、両方の単位の目盛りを表示するのが小売業で当たり前になっている。メートル法の単位に帝国単位を伴って表示された（これを「補助表示」(supplementary indicator)という）価格表示は、帝国単位がメートル法の単位よりも小さく目立たないように書かれる。欧州計量単位指令（指令80/181/EEC）では、2009年12月31日まで帝国単位による補助表示の使用を許容していたが、2009年3月11日に発表された指令の改訂で、無期限に使用が許容されることとなった。
イギリスは1995年にメートル法（国際単位系）への法的な移行を部分的に完了した。ただし、いくつかの用途で帝国単位が法的に許容または強制されたままである。例えば、生ビールとサイダーはパイント単位で売らなければならない。道路標識の距離の表示はヤードとマイルでなければならない。道路標識の長さと幅の規制はフィートとインチでなければならない（ただし、メートル法による換算値が付記される。また、重量はメートル法の単位による）。速度制限はマイル毎時でなければならない。そのため、イギリスで販売される車両の速度計はマイル毎時の目盛りがついていなければならない。2005年以降のアイルランドの車両など外国製の車両については、キロメートル毎時だけの表示でも法的に許容されている。トロイポンドは1878年の度量衡法によりイギリスで非合法化されたが、トロイオンスは宝石や金属の重さの計量にいまだに使用されている。
古くからある鉄道（多くはビクトリア時代に建設された）は帝国単位の大きな利用者である。距離をマイル・ヤード・チェーン・フィート・インチで、速度をマイル毎時で計測する。ただし、最新の地下鉄や路面電車はほとんどメートル法を使用している。ロンドン地下鉄もメートル法のを使用している。メートル法は英仏海峡トンネルやハイスピード1でも使用されている。両線はアシュフォード国際駅とドーランズ・ムーア貨物ターミナルで接続しており、速度はメートル法と帝国単位の両方で示される。
大部分のイギリスの人々は、いまだに日常生活で帝国単位を使用している。例えば距離はマイル・ヤード・フィート・インチ、体重は大人はストーンとポンド、赤ちゃんはポンドとオンス（ただし、キログラムの使用も増えつつある）、容積は牛乳やビールはパイント（またはその分数）で、まれに瓶入り・缶入りの清涼飲料やガソリンにも使用される。オーストラリア、カナダ、アイルランド、イギリス、アメリカ合衆国を含むいくつかの英語圏の国では、馬の体高は通常ハンド（4インチ＝101.6 mm）の単位で計られる。どのように計測したかに関わらず、公式の医療記録の身長と体重はメートル法で記録しなければならない。車両の燃費は、公式の数字は常に100 km当たりのリットルで表示されるが、実査にはガロン当たりのマイルでしばしば議論される。公認の建物では、ビールとサイダーはパイントと半パイント単位で販売しなければならない。牛乳は、スーパーマーケットや商店ではリットル単位とパイント単位の両方の容器で買うことができる。非メートル法のナット、ボルトなどは利用できるが、通常、専門の供給元だけからしか入手できない。農業・林業・不動産に関連した土地の面積はエーカーや平方フィートで計測されて広告される。ただし、政府が使用する目的の場合には、単位は常にヘクタールや平方メートルである。

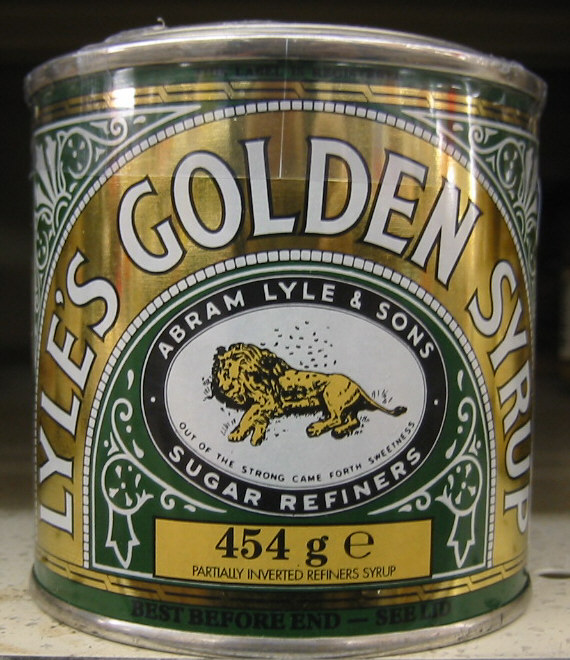
帝国単位の表示なしに「454 g」とだけ書かれた1ポンド入りのゴールデンシロップの缶

事務所や工業用地は通常平方フィートで広告されるが、カーペットやフローリング製品は平方メートルと平方ヤードの併記で販売される。鋼管のサイズはインチ単位であるが、銅管のサイズはミリメートル単位である。ロードバイクのフレームはセンチメートル単位だが、オフロードバイクのフレームはインチ単位である。テレビやモニターの画面のサイズは、常に対角線のインチ単位の長さで表される。長さや幅で売られる食物（ピザやサンドイッチなど）は、通常、インチ単位で売られる。衣類は常にインチで大きさを設定され、メートル法による補助表示はしばしば小さく書かれる。
ソーントンズ(Thorntons)のチョコレートやタイフー(Typhoo)の紅茶など、多くの包装済みの食品には、メートル法と帝国単位の両方が表示されている。ただし、帝国単位による大きさで包装して、メートル法の単位だけを表示するのも一般的になっている。例えば、ライル(Lyle)のゴールデンシロップの1ポンドの缶には「454 g」とだけ書かれていて、帝国単位は書かれていない。同様に、大部分のジャムの瓶やソーセージのパックには、帝国単位の表示なしに「454 g」とだけ書かれている。

### インド
インドでの帝国単位からメートル法への転換は、1955年から1962年にかけて段階的に行われた。度量衡のメートル法化は、インドの国会によって「度量衡標準法」(Standards of Weights and Measures Act)として1956年12月に成立し、1958年10月1日に施行された。十進制の通貨を導入する「インド通貨法」(Indian Coinage Act)は、1955年に可決された。100パイサを1ルピーとする新しい通貨のシステムは1957年4月に施行された。施行から5年間は新旧両方の単位が使用できたが、1962年4月に古い単位の使用が禁止された。この、メートル法化、古い単位の非合法化、全ての政府出版物と法律の再発行、教育システムのメートル法への変更を同時に行うメートル法化の手法は「ビッグバン」と呼ばれる。
今日、公式の計測はすべてメートル法で行われる。しかし、一般的な用法において、一部のより古いインドの度量衡はいまだに帝国単位を参照している。山の高さなどは、今でもフィートで計測される。その上、インドの命数法によるカロール（crore、千万）とラーク（lakh、十万）が十進化された通貨単位とともに使用されていたり、世界中で使われるように、タイヤの直径がインチ単位で計測されたりする。道幅は一般にフィートで計られるが、公文書ではメートルを使用する。体温は華氏で測定されることがある。建設や不動産業ではメートル法と帝国単位の両方が使用されており、家の大きさは平方フィートで、土地の面積はエーカーで表示するのが一般的である。バルク綿は、キャンディ（candy、0.35ロングトン、355.62キログラム）やベイル（bale、170キログラム）単位で売られる。
インド英語では、オーストラリア英語・シンガポール英語・イギリス英語と同様に、litre, metre, metric tonneのようにフランス語に由来する伝統的な綴り方を使用する。帝国単位のトンは常にtonと綴られる（詳細はイギリス連邦諸国の英語を参照）。

### 香港
香港では現在以下の3種類の単位系が使用されている。
- 中国の度量衡（英語版）（中国本土ではもはや広くは使用されていない）
- イギリス帝国単位
- メートル法

1976年、イギリス統治下の香港政府はメートル法への転換を始めた。2012年現在、道路標識など政府が使用する単位はほとんどメートル法の単位である。しかし、上記の3つの単位系とも、公式に取引のために使用することが許容されており、一般社会では3つの単位系が混用されている。
中国の長さの単位でよく用いられるのは里・丈・尺・寸・分であるが、これらの単位は日常生活ではあまり使われず、帝国単位やメートル法の単位の方が好まれる。帝国単位は、同じような大きさの中国の単位と同じ漢字で書かれる。区別のために、帝国単位には「英」、中国の単位には「華」がその前につけられる。また、中国の単位の文字に「口」をつけて帝国単位を1文字で表す文字も作られている。哩（マイル）、呎（フィート）、吋（インチ）などである。ヤードは音訳から「碼」と書かれる。
平坦な土地の面積の伝統的な単位は帝国単位の平方フィート（方呎、平方呎）であり、今も不動産の用途で広く使用されている。ただし、農地の面積には、伝統的に中国の単位の畝を使用する。
体積の測定には、香港はメートル法を公式に使うが、ガロン（加侖）も時折使われる。

### カナダ

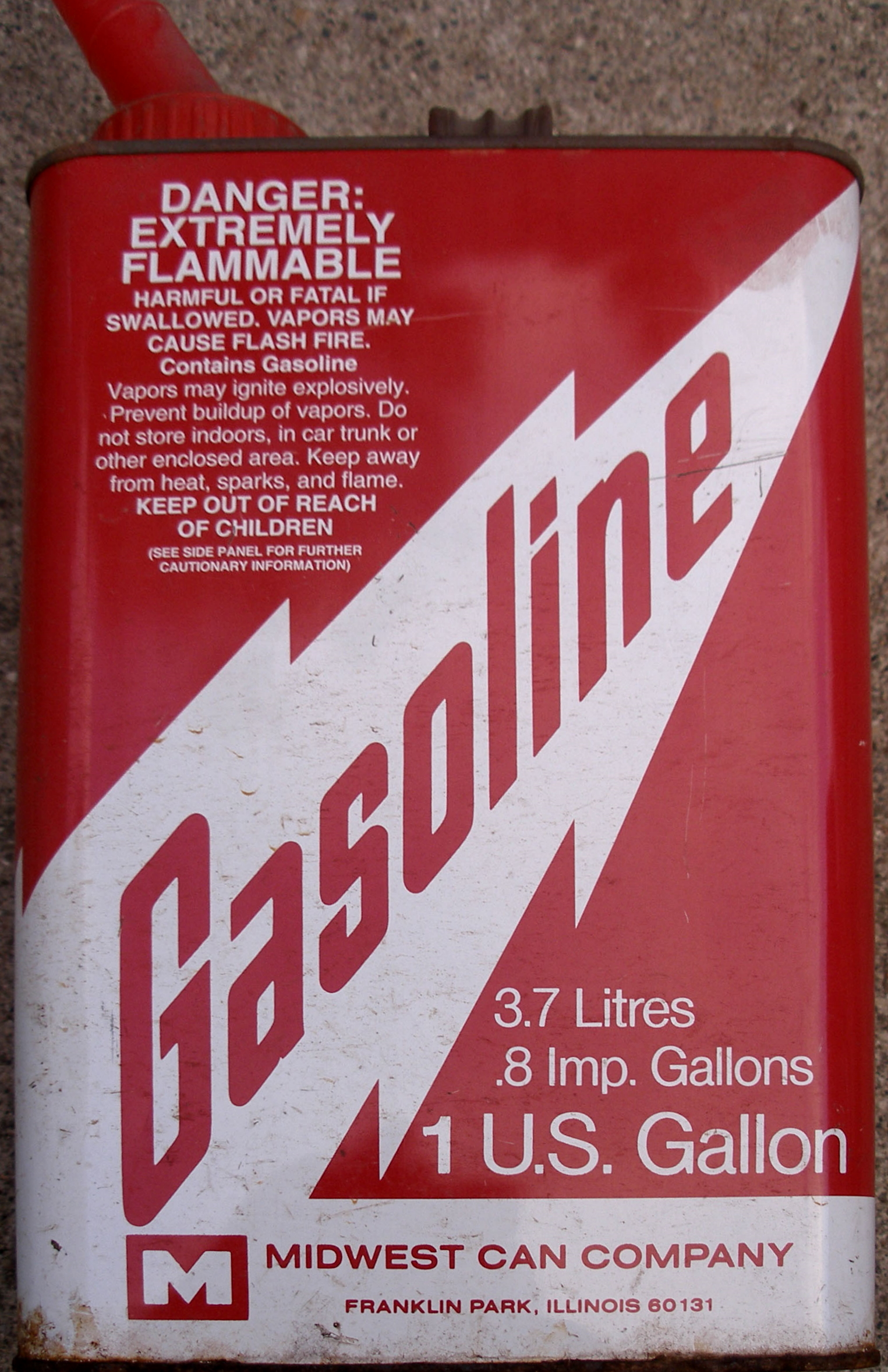
アメリカ・カナダ国境付近で売られている1米ガロン入りのガソリンの缶。帝国単位とメートル法による換算値が付記されている。

カナダにおける帝国単位からメートル法（国際単位系）への移行は、1970年代に行われた。政府内で、メートル法に転換する努力は広範囲に渡った。ほぼ全ての政府機関が国際単位だけを使用した。帝国単位は全ての道路標識から除かれた。しかし、パーキングビルの入口の高さ警告などの私設の標識には、未だに両方の単位系が見られる。1980年代のブライアン・マルルーニー内閣の時代には、メートル法化への動きは滞った。メートル化への強い反対があり、妥協として政府は、帝国単位の法的定義を維持し、メートル法の単位を同時に示している場合に限り帝国単位の使用を許容している。燃料や肉など計量して販売される商品についてはメートル法の単位で値段をつけることが法律で義務付けられているが、メートル法の単位が表示されているならば帝国単位を付記することは許容されている。しかし、帝国単位だけで値段がつけられている果物や野菜については寛大に見逃される傾向がある。カナダ環境省はメートル法の単位系とともに帝国単位でも気象情報を提供するが、カナダのメディアの気象情報ではメートル法だけが使われる。ただし、アメリカとの国境近くにあるラジオ局のいくつか（CIMX、CIDRなど）は、気象情報で帝国単位を使い続けている。
普通の会話において帝国単位が今でも使われる。今日、カナダ人は日常生活でメートル法と帝国単位を混ぜて使う。しかし、メートル法と帝国単位の仕様の比率は年代により異なる。高齢者はほとんど帝国単位を使うが、若い世代はメートル法をよく使う。病院で新生児はSIで計測されるが、家族や友人には出生時の体重と身長は帝国単位で告げられる。運転免許では国際単位を使う。家畜の競売市場では、牛はハンドレッドウェイト（ショート）あたりのドルで売買されるが、豚は100キログラムあたりのドルで売買される。
帝国単位は、レシピ、建設、住宅リノベーション、庭造りでまだ支配的である。土地は現在メートル単位で調査を受けて登記されるが、最初の調査では帝国単位が使われた。例えば、19世紀の終わりから20世紀初頭にかけて大草原を農場に分割する際には帝国単位が使用された。これが、カナディアン・プレーリーで距離と面積の帝国単位がいまだに広く使用されている理由である。アパート、分譲マンション、家の大きさは平方メートルよりも平方フィートで表わされることのほうが多い。カーペットやフローリング・タイルは平方フィート単位で売られている。
自動車の燃費は100kmあたりのリットルと英ガロンあたりのマイルの両方で表わされる。アメリカの自動車の燃費は米ガロンあたりのマイルで表わされるが、どちらの国もどのガロンが使われているか明記されていないため、カナダの車はアメリカの車よりも20%燃費が良いという誤った印象を招いている。カナダの鉄道は帝国単位を使い続けている（列車の長さ（フィート）、列車の高さ（フィート）、積載量（ショートトン）、速度（マイル毎時）など）。
銃と弾薬についても帝国単位が使われ続けている。薬莢の種類は帝国単位で表わされ、これは比較的最近発明されたもの（例えば.204 Rugerや.17 HMRなど。口径は1インチ以下の小数で表される）でも同様である。ただし、メートル法ですでに分類されている場合は、メートル法のまま（9x19mmパラベラム弾など）である。弾薬の製造において、弾丸と火薬の重量は、メートル法と帝国単位のどちらの薬莢についても、グレーンで表される。
航海や航空では海里(nautical mile)などの海事用(nautical)の単位が用いられるが、これは帝国単位でもメートル法の単位でもない。ただし、高度は帝国単位のフィートで計測するのが世界標準になっている。

### オーストラリア
オーストラリアのメートル法化はほとんど完了し、帝国単位はごく一部で使用されるだけになった。飛行機の高度やテレビ画面のサイズなど、国際的にヤード・ポンド法が使用されるものはまだ残っている。ビールやサイダーは液量オンスに基づく大きさのグラスやジョッキで販売されるが、値は5ミリリットル単位に丸められている。

### ニュージーランド
ニュージーランドでは1970年代にメートル法化が完了した。しかし、1992年に書かれた大学生による研究論文によって、出生時の体重と身長を記録するのに、メートル法の単位とともに帝国単位が継続的に使用されていることが明らかになった。
航空業界は、古い帝国単位を使用している最後の主要な業界の一つである。高度と空港の海抜はフィートで計測される。それ以外の全て用途（燃料量、航空機の重量、滑走路長など）にはメートル法の単位を使用する。

### アイルランド
アイルランドは欧州連合に加盟してからメートル法に公式に切り替えた。1997年から新設の道路標識の距離をメートル法化し、2005年に速度制限をメートル法化した。限られた用途については帝国単位のままとされている。伝統的にパイントで売られるパブのビールの販売などである。他の全ての商品はメートル単位で売られることが法律で義務づけられている。ただし、バターやソーセージなどは454グラム（1ポンド）単位で売られている。2005年以前に販売された自動車の大部分は、マイル毎時を第一の単位とする速度計がついている。ただし、キロメートル毎時による表示もつけられている。

### その他の国
いくつかの帝国単位は、カナダ、インド、マレーシア、スリランカ、南アフリカ、香港で限られた用途に残っている。不動産業者は、面積を記述するためにエーカーや平方フィートを使い続ける。特に人の身長については、会話や民間の出版物でフィートとインチがしばしば使われる。インドでは、インチ、フィート、ヤード、華氏度がそれらのメートル法の対応する単位とともにしばしば使われる。面積は未だにエーカーがよく使われるが、政府文書ではヘクタールが使われる。気象情報や天気予報では摂氏度は使われるが、体温には華氏度が使われる。
メートル法が使われるより前、マレーシアで固有名詞のない町や村を表わすのに、マレー語の単語batu（「岩」を意味する）を使って、主要な通りからの距離で表わした（例えば、batu enamは「第6のマイル」または「マイル6」の意味である）。それらの名前の多くは、国がメートル法を採用した後でも変わっていない。
アンギラ・アンティグア・バーブーダ・ミャンマー・ケイマン諸島・ドミニカ国・グレナダ・モントセラト・セントクリストファー・ネイビス・セントビンセント・グレナディーンでは、石油は今も英ガロンで販売されている。2009年、アラブ首長国連邦の内閣は、2010年1月1日より、石油の新しい販売価格をガロンではなくリットルで定める布告第(270 / 3)を発行した。これは、国の法的な計測単位の基礎として国際単位系の使用を義務付けるという、2006年の国の計量システムについてのUAE内閣の決議第31号に基づくものである。シエラレオネは、2011年5月に燃料をリットルで販売することに変更した。
2011年10月、アンティグア・バーブーダ政府は、国際単位系を単位の法的な制度として確立する2007年の計量法に基づいて、メートル法化プログラムを再始動すると発表した。アンティグア・バーブーダ政府は2015年の第1四半期までに帝国単位から完全転換すると約束した。